# 勒德蘭
勒德兰（Ratlam），是印度中央邦勒德兰县的一个城镇，位於該國西部，总面積39平方公里，海拔高度480米，受副熱帶濕潤氣候影響，每年平均降雨量937毫米。总人口221267（2001年）。

## 人口
该地2001年总人口221267人，其中男性113982人，女性107285人；0—6岁人口29682人，其中男15121人，女14561人；识字率74.86%，其中男性为80.48%，女性为68.89%。

## 外部連結
- www.ratlaminfo.com （页面存档备份，存于）
- www.pitindia.in （页面存档备份，存于）
- www.eratlam.com
- Ratlam official site （页面存档备份，存于）
- Ratlam Forum （页面存档备份，存于）
- Government Post Graduate College （页面存档备份，存于）
- Shri Guru Tegh Bahadur Academy （页面存档备份，存于）
- St. Joseph's Convent School, Ratlam （页面存档备份，存于）
- Morning Star School Ratlam （页面存档备份，存于）
- Online Ratlam Information in Hindi /www.ratlaminfo.com  （页面存档备份，存于）